# David Chenaud
David Chenaud est un acteur français de théâtre, de télévision et de publicité, né le 5 juillet 1978 . Il a été remarqué dans la série télévisée Ainsi soient-ils dans le rôle du séminariste Aulien, élève de 5e année en saison 1 et de 6e année en saison 2.

## Filmographie

### Télévision

#### Séries télévisées
- 2011-2013 : Scènes de ménages : Aymeric (meilleur ami de Marion)[1]
- 2012 : Mon histoire vraie : Interne
- 2012 : The Churchmen : Aulien
- 2012-2014 : Ainsi soient-ils : Aulien
- 2013 : Le jour où tout a basculé : Brice
- 2013 : Une femme dans la Révolution : Hectoe / Hector
- 2014 : Une histoire, une urgence
- 2015 : Nina : Julien
- 2016 : Becoming Zoey : Bartel
- 2016 : Petits Secrets en Famille, Famille Nadeau : Léo
- 2016 : Josephine ange gardien , le secret de Gabrielle : Olivier
- 2017/2018 LOULOU : Marcus
- 2020 Rôle Christian  – Série UN SI GRAND SOLEIL : Détective

#### Téléfilms
- 2009 : La Tueuse : Fabrice
- 2010 : Le pigeon : Ouvrier usine
- 2012 : Qu'est-ce qu'on va faire de toi : Équipe nettoyage avion
- 2016 : Le Mec de la tombe d'à côté : Docteur Louise

### Web-séries
- 2017 : Loulou

## Théâtre (partiel)
- 2009 : Les homos préfèrent les blondes, La Grande Comédie, Paris[1]
- 2012 : Il s'attendait à enfer un paradis, one-man-show, La Petite Loge, Paris[2]
- 2014 : Il s'attendait à enfer un paradis, one-man-show, CHEZ LES FOUS, Paris[3]
- 2015 : ET DIEU CRÉA ...DAVID[4]
- 2017 Gentlemen déménageurs de Bruno Druar, mise en scène Jean-Philippe Azéma, tournée
- 2018 : Les Frangines de Bruno Druart, mise en scène Jean-Philippe Azéma, tournée